# Severokorejská hokejová reprezentace
Tým KLDR hraje každoročně Mistrovství světa v hokeji. Mužský tým v roce 2007 odstoupil z účasti na MS v Divizi II, a proto automaticky sestoupil do Divize III, kterou v roce 2008 beze ztráty bodu vyhrál. Na Mistrovství světa v hokeji Divize III 2015 zvítězili a postupují tak do skupiny B Divize II. Z té však v roce 2019 opět sestoupili do divize 3A, ale v roce 2022 se z důvodu pandemie covidu-19 odhlásili, rovněž se odhlásili z turnaje 2023.
V roce 2024 budou tedy startovali v divizi 3B.

## Asijské zimní hry
Na 6. asijských zimních hrách, které se konaly v čínském Čchang-čchunu, obsadil reprezentační celek mužů 5. místo. Ženský tým skončil na 4. z pěti možných míst, překvapivě se umístil výše než historicky úspěšnější sousedé z Jižní Koreje.

## Mistrovství světa v ledním hokeji
- divize D2
- divize D3
- Legenda: červené podbarvení - sestup, zelené podbarvení - postup, fialové podbarvení - reorganizace, změna skupiny či soutěže

| Rok          | Místo turnaje                      | Umístění                         |
| ------------ | ---------------------------------- | -------------------------------- |
| MS – 2003 D2 | Bulharsko                          | 4. místo                         |
| MS – 2004 D2 | Litva                              | Bronzová medaile                 |
| MS – 2005 D2 | Srbsko a Černá Hora                | Bronzová medaile                 |
| MS – 2006 D2 | Nový Zéland                        | 4. místo                         |
| MS – 2007 D2 | Jižní Korea                        | Odstoupení z turnaje             |
| MS – 2008 D3 | Lucembursko                        | místo (postup)                   |
| MS – 2009 D2 | Srbsko                             | 6. místo (sestup)                |
| MS – 2010 D3 | Arménie                            | místo (postup)                   |
| MS – 2011 D2 | Austrálie                          | Odstoupení z turnaje             |
| MS – 2012 D3 | Turecko                            | Stříbrná medaile                 |
| MS – 2013 D3 | Jihoafrická republika              | Stříbrná medaile                 |
| MS – 2014 D3 | Lucembursko                        | Stříbrná medaile                 |
| MS – 2015 D3 | Turecko                            | místo (postup)                   |
| MS – 2016 D2 | Mexiko                             | 5. místo                         |
| MS – 2017 D2 | Nový Zéland                        | 4. místo                         |
| MS – 2018 D2 | Španělsko                          | 4. místo                         |
| MS – 2019 D2 | Mexiko                             | 6. místo (sestup)                |
| MS – 2020 D3 | Lucembursko a Jižní Afrika         | Zrušeno kvůli pandemii covidu-19 |
| MS – 2021 D3 | Lucembursko a Jižní Afrika         | Zrušeno kvůli pandemii covidu-19 |
| MS – 2022 D3 | Lucembursko a Jižní Afrika         | Odstoupení z turnaje             |
| MS – 2023 D3 | Jižní Afrika a Bosna a Hercegovina | Odstoupení z turnaje             |
| MS – 2024 D3 | Kyrgyzstán a Bosna a Hercegovina   | 2. místo                         |